# فرشته شماره ۱
فرشتهٔ شماره ۱ سومین میکس‌تیپ از خوانندهٔ بریتانیایی چارلی ایکس‌سی‌ایکس می‌باشد که در تاریخ ۱۰ مارس سال ۲۰۱۷ از سوی آسیلوم رکوردز منتشر گردید. این میکس‌تیپ شامل ۱۰ ترانه است و در لس آنجلس به‌همراهٔ بنیان‌گذار پی‌سی موزیک، تهیه‌کننده ای. جی. کوک، ساخته شده است. همچنین چندین تهیه‌کننده دیگر که با این ناشر موسیقی مرتبط بودند نیز در تهیه کردن این میکس‌تیپ نقش داشتند، از جمله سوفی که قبلاً نیز آلبوم چندآهنگه ووم ووم چارلی ایکس‌سی‌ایکس را تهیه کرده بود. این میکس‌تیپ از لحاظ موسیقایی آوانپاپ و الکتروپاپ توصیف شده‌است.